# Harpers Bizarre
Harpers Bizarre, amerikansk popgrupp bildad 1963 i Santa Cruz, Kalifornien. Gruppmedlemmarna var Ted Templeman, Eddie James, Dick Yount, John Petersen och Dick Scoppettone. Mest kända är de för sin cover på Paul Simons "The 59th Street Bridge Song (Feelin' Groovy)" som nådde 13:e plats på den amerikanska Billboard-listan i mars 1967.
1968 gjorde de låten I Love You, Alice B. Toklas! som är ledmotivet till Peter Sellers film Får jag kyssa din fjäril? (originaltitel: I Love You, Alice B. Toklas!), från 1968.
Templeman producerade senare många album för The Doobie Brothers och Van Halen. Petersen var också medlem av gruppen The Beau Brummels.

## Bandmedlemmar
- Ted Templeman (född 24 oktober 1944) - sång, gitarr, trummor
- Dick Scoppettone (född 5 juli 1945) - sång, gitarr, basgitarr
- Eddie James - gitarr
- Dick Yount - sång, basgitarr
- John Petersen (född 8 januari 1945 - död 11 november 2007) - trummor, sång
- Tom Sowell - gitarr

## Diskografi
Album
- Anything Goes (1967)
- Feelin' Groovy  (1967)
- Secret Life of Harpers Bizarre (1968)
- Harpers Bizarre 4 (1969)
- As Time Goes By (1976)

Singlar/EP
- The 59th Street Bridge Song (Feelin' Groovy) / Lost My Love Today (1967)
- Come To The Sunshine / The Debutante's Ball (1967)
- Anything Goes / Malibu U. (1967)
- Chattanooga Choo Choo / Hey, You In The Crowd (1967)
- Cotton Candy Sandman (Sandman's Coming) / Virginia City (1968)
- Battle Of New Orleans (EP) (1968)
- Both Sides Now / Small Talk (1968)
- Knock On Wood / Witchi Tai To (1969)
- Poly High / Soft Soundin' Music (1970)
- If We Ever Needed The Lord Before / Mad (1970)